# Pierre-Luc Périchon
Pierre-Luc Périchon (nascido em 4 de janeiro de 1987, em Bourg-en-Bresse) é um ciclista profissional francês, que atualmente compete para a equipe Bretagne-Séché Environnement.